# Protestas en Pakistán de 2023
Las protestas en Pakistán de 2023  fueron una serie de manifestaciones y disturbios en todo Pakistán que comenzaron durante marzo de 2023, La primera serie de protestas estalló el 14 de marzo de 2023 cuando la policía de Lahore intentó arrestar a Imran Khan, pero fue cancelada debido al partido de play-off de la Superliga de Pakistán. Hubo algunas protestas debido al arresto de otro miembro del PTI llamado Azhar Mashwani. Sin embargo, las personas que protestaron lo llamaron un secuestro. Pero fue liberado unos días después. El 9 de mayo de 2023 estallaron violentas protestas y manifestaciones después del arresto de Imran Khan. Los sitios web de redes sociales fueron bloqueados en Pakistán cuando estallaron las protestas. Los sitios web de redes sociales como Youtube, Twitter y Facebook fueron bloqueados indefinidamente.

## Antecedentes
La Comisión Electoral del Pakistán había registrado el caso de referencia de Toshakhana contra Imran Khan y éste se mantenía constantemente alejado de la audiencia, por lo que el tribunal de distrito y de sesiones de Islamabad emitió nuevamente una orden de arresto y ordenó a la policía que lo presentara en la próxima audiencia. Por otro lado, Khan dice que el arresto tiene como objetivo eliminarlo de las próximas elecciones.

## Cronología

### 14 de marzo
Las protestas estallaron en Islamabad, la capital de Pakistán, el martes a la llamada del ex primer ministro y presidente del PTI. La policía y los trabajadores del partido se enfrentaron frente a su residencia de Zaman Park en Lahore, y también usaron gas y un cañón de agua contra los partidarios cercanos. La policía también arrestó a trabajadores del partido.

### 15 de marzo
El equipo legal de Imran se dirigió al Tribunal Superior de Islamabad (IHC) el 15 de marzo de 2023 y le solicitó que suspendiera las órdenes de arresto sin fianza de Khan en el caso Toshakhana, pero el tribunal superior ordenó al abogado del primer ministro depuesto que trasladara al tribunal de primera instancia ya que la orden de arresto estaba «en línea con la ley».
Por otro lado, PTI también presentó una petición en el Tribunal Superior de Lahore (LHC) para suspender las órdenes de orden. Sin embargo, el 15 de marzo de 2023, el LHC ordenó a la policía detener sus operaciones en el Parque Zaman de Lahore hasta el 16 de marzo, a pesar de que no lograron detener a Khan. Razonaron que un arresto interferiría con un partido de playoffs de la Superliga de Pakistán cercano.

### 16 de marzo
Imran, presidente del Pakistan Tehreek-e-Insaf (PTI), solicitó la suspensión de las órdenes de arresto sin fianza emitidas en el caso Toshakhana, pero su solicitud fue denegada por el tribunal de distrito de Islamabad el 16 de marzo de 2023. El juez adicional de distrito y sesiones Zafar Iqbal anunció el veredicto y ordenó a las autoridades competentes que arrestaran al ex primer ministro y lo presentaran ante el tribunal el 18 de marzo.
Además, el Tribunal Superior de Lahore ordenó nuevamente a la policía que pospusiera su intento de detener a Khan hasta el 17 de marzo.

### 19 de marzo
Una gran manifestación se llevó a cabo en Minar-e-Pakistan. A pesar de que Imran Khan recibió amenazas de muerte, estaba pronunciando discursos en un vidrio a prueba de balas. La policía bloqueó todas las carreteras principales que conducen a Minar-e-Pakistan. La gente dice que la policía parecía desesperada. Imran Khan arremetió contra el gobierno liderado por PML-N por supuestamente arrestar y torturar a 2000 de los trabajadores de su partido. Imran Khan también dijo que «una cosa está clara, quienquiera que esté en el poder, recibirá un mensaje hoy de que la pasión de la gente no puede ser a través de obstáculos y contenedores». La policía también lanzó una ofensiva contra los trabajadores del partido. Antes del mitin, anunció que será el 19 de marzo a las 2 pm.

### 25 de abril
Hubo protestas en Baluchistán durante las celebraciones de Eid, muchos grupos y familias de personas desaparecidas, organizaciones estudiantiles y partidos políticos organizaron protestas en todo Baluchistán tratando de exigir acciones contra las desapariciones forzadas, informó el Baluchistan Post. Manifestaciones de diversos orígenes han pedido la recuperación segura de las personas desaparecidas y exigen el fin de las desapariciones forzadas, esta es una táctica que las organizaciones de derechos humanos acusan al Estado paquistaní de utilizar la represión para disentir.

### 9 de mayo
Se llevaron a cabo protestas masivas en todo el país en Pakistán cuando el ex primer ministro y líder del Pakistan Tehreek-e-Insaf fue arrestado por presuntos cargos de corrupción. Los manifestantes en Islamabad bloquearon una de las principales carreteras de entrada y salida de la capital. La gente también encendió fuegos y arrojó piedras. Sin embargo, no había policía visible cuando eso sucedió. Una persona también fue asesinada en Quetta. Los manifestantes en Peshawar también prendieron fuego a las instalaciones de Radio Pakistán en protesta por el arresto del ex primer ministro Imran Khan y el líder del Pakistan Tehreek-e-Insaf. También hubo muchos enfrentamientos durante estas protestas. También hubo informes de que las redes sociales populares estaban cerradas. Estos incluyen YouTube, Twitter y Facebook.